# Cathy Louët
Pour les articles homonymes, voir Louët.
Cathy Louët (ou Louette) est une célèbre signare, riche commerçante métisse du Sénégal, née en 1713 à Gorée et décédée après 1776.
Elle est la fille de Nicolas Louët, commis de la Compagnie des Indes à Gorée, et de la signare Caty de Rufisque « gouvernante » de Rufisque vers 1664 à 1697 ; celle-ci, la toute première signare mentionnée dans les chroniques, peut être une fusion de plusieurs femmes ayant exercé des fonctions voisines.
Elle épouse Pierre Aussenac de Carcassone, conseiller de la Compagnie des Indes à Gorée (1701-1754), qui lui donne cinq enfants. Elle est la mère de la signare Hélène Aussenac (1734-vers 1778), la grand-mère de la signare Rosalie Aussenac (1765-1828) et l’arrière-grand-mère de l'homme politique Barthélémy Durand Valantin (1806-1864), époux de la signare Mary de Saint Jean (1815-1853).